# Христо Цонев (Латинеца)
Христо Цонев Кулаксъзов (Латинеца) е български национал-революционер, деен член на Ловешкия частен революционен комитет, съратник на Васил Левски.

## Биография
Христо Цонев е роден през 1848 г. в с. Къкрина, Ловешко. Учи в родното си село. В началото на 60-те години на 19 век емигрира в Сърбия. Участва във втората Българска легия в Белград (1867-1868). Тук се запознава с Васил Левски. След нейното разтуряне живее кратко във Влашко.
Установява се в Ловеч и построява своя къща в махала „Дръстене“, където Васил Левски често намира подслон и подкрепа. Известен е на ловешките граждани с прозвището „Латинеца“. Деен член на Ловешкия частен революционен комитет. По нареждане на комитета наема Къкринското ханче, за да бъде използвано за революционните цели (1872). Съратник на Васил Левски, арестуван заедно с него и Никола Цвятков в злополучната нощ на 27 декември 1872 г. в Къкринското ханче от Ловешката турска полиция. Претегля мъки в затвора на Ловеч и Търново, за да издаде дали арестуваният в хана му е „баш комитата“, който властта дири под дърво и камък. Следствен в София по делото на Вътрешната революционна организация (ВРО). Държи се достойно пред Софийската извънредна следствена комисия и не признава нищо. Освободен под поръчителството на влиятелни ловешки граждани.
Ранната му смърт на 35-годишна възраст (1883) и по-късното проучване на „Къкринското приключение“ от Захари Стоянов, Христо Иванов-Големия и професор Параскев Стоянов, попречват за записване на спомените му.